# Eliminatoria al Campeonato Sub-17 Africano de 2009
La Eliminatoria al Campeonato Sub-17 Africano de 2009 se llevó a cabo del 11 de agosto al 9 de noviembre del 2008 y contó con la participación de 36 selecciones infantiles de África en la lucha por 7 plazas para la fase final del torneo a celebrarse en Argelia en 2009 junto al país anfitrión.

## Ronda Preliminar
| Equipo 1     | Agr.  | Equipo 2     | Ida   | Vuelta |
| ------------ | ----- | ------------ | ----- | ------ |
| Mauritania   | 0 - 2 | Guinea-Bisáu | 0 - 1 | 0 - 1  |
| Lesoto       | 1 - 9 | Namibia      | 0 - 5 | 1 - 4  |
| Reunión      | 7 - 0 | Seychelles   | 4 - 0 | 3 - 0  |
| Malaui       | 5 - 0 | Mozambique   | 4 - 0 | 1 - 0  |
| Ruanda       | 4 - 3 | Kenia        | 2 - 2 | 2 - 1  |
| Somalia      | w/o   | Níger        | 0 - 3 | w/o    |
| Sierra Leona | w/o   | Liberia      | -     | -      |
| Tanzania     | w/o   | RD Congo     | -     | -      |

## Primera Ronda
| Equipo 1        | Agr.            | Equipo 2     | Ida   | Vuelta |
| --------------- | --------------- | ------------ | ----- | ------ |
| Zimbabue        | 2 - 1           | Reunión      | 2 - 0 | 0 - 1  |
| Ghana           | 5 - 1           | Libia        | 3 - 0 | 2 - 1  |
| Túnez           | 1 - 3           | Burkina Faso | 0 - 0 | 1 - 3  |
| Sudáfrica       | 1 - 3           | Malaui       | 0 - 1 | 1 - 2  |
| Malí            | 1 - 2           | Níger        | 1 - 0 | 0 - 2  |
| Nigeria         | 2 - 3           | Benín        | 2 - 0 | 0 - 3  |
| Camerún         | 2 - 1           | Gabón        | 2 - 0 | 0 - 1  |
| Gambia          | 7 - 1           | Sierra Leona | 4 - 1 | 3 - 0  |
| Sudán           | 1 - 6           | Ruanda       | 1 - 2 | 0 - 4  |
| Guinea          | 3 - 3 (p 3 – 2) | Guinea-Bisáu | 2 - 1 | 1 - 2  |
| Zambia          | 0 - 0 (p 2 – 4) | Namibia      | 0 - 0 | 0 - 0  |
| Angola          | 4 - 1           | Botsuana     | 2 - 0 | 2 - 1  |
| Costa de Marfil | w/o             | Senegal      | -     | -      |
| Eritrea         | w/o             | RD Congo     | -     | -      |

## Segunda Ronda
| Equipo 1        | Agr.            | Equipo 2 | Ida   | Vuelta |
| --------------- | --------------- | -------- | ----- | ------ |
| Burkina Faso    | 3 - 2           | Ruanda   | 2 - 1 | 1 - 1  |
| Angola          | 2 - 4           | Zimbabue | 2 - 3 | 0 - 1  |
| Namibia         | 3 - 8           | Malaui   | 2 - 1 | 1 - 7  |
| Costa de Marfil | 2 - 2 (a)       | Níger    | 2 - 1 | 0 - 1  |
| Ghana           | 3 - 3 (a)       | Gambia   | 3 - 1 | 0 - 2  |
| Guinea          | 1 - 1 (p 4 – 3) | Benín    | 1 - 0 | 0 - 1  |
| Eritrea         | 0 - 5           | Camerún  | 0 - 2 | 0 - 3  |

## Clasificados
| - Argelia (anfitrión) - Burkina Faso - Camerún - Gambia | - Guinea - Malaui - Níger - Zimbabue |